# 丹尼斯港 (麻薩諸塞州)
丹尼斯港（英語：Dennis Port）是位於美國麻薩諸塞州巴恩斯特布爾縣的一個普查規定居民點。

## 人口
根據2020年美國人口普查的數據，丹尼斯港的面積為8.53平方千米，當中陸地面積為7.87平方千米，而水域面積為0.66平方千米。當地共有人口3487人，而人口密度為每平方千米408.79人。